# Trouble (альбом Эйкона)
Trouble — дебютный альбом сенегальско-американского ритм-энд-блюз- и рэп-исполнителя Эйкона, выпущенный в 2004 году. Диск включает в себя такие хиты как «Locked Up», «Lonely», а также «Belly Dancer (Bananza)», «Pot Of Gold» и «Ghetto».

## Список композиций
1. «Locked Up»
2. «Trouble Nobody»
3. «Belly Dancer (Bananza)»
4. «Gangsta» (при участии Daddy T., Devyne & Picklehead)
5. «Ghetto»
6. «Pot of Gold»
7. «Show Out»
8. «Lonely»
9. «When the Time’s Right»
10. «Journey»
11. «Don’t Let Up»